# Butcher Baby
Butcher Baby è titolo del secondo EP pubblicato dalla band punk rock Plasmatics; pubblicato nel 1980 per l'etichetta Stiff Records.

## Tracce
1. Butcher Baby
2. Living Dead (Live)
3. Sometimes I... (Live)

## Formazione
- Wendy O. Williams - voce, sassofono, motosega
- Richie Stotts - chitarra
- Wes Beech - chitarra, tastiere
- Chosei Funahara - basso
- Stu Deutsch - batteria